# ペルシン
ペルシン (persin) は、アボカドに含まれている殺菌作用のある毒素で、ごく最近になって分離された。
通常ヒトに対しては無害である。しかし、ヒト以外の動物が大量に摂取すると強い毒性を発揮し危険である。乳癌の治療薬としての利用が提案されている。
ペルシンの化学作用はまだ解明されていない。物理化学的な性質は脂肪酸に似ており、脂肪によって運ばれ、果実の種子の核から果肉へ達する。ヒトに対しては、アレルギー性があることが指摘されている。

## 病理学
アボカドをヒト以外の動物に一切与えてはいけない。症状には胃腸刺激、嘔吐、下痢、呼吸困難、鬱血、心臓組織周辺の体液貯留から死に至ることすらある。ことに鳥類はこの有毒な化合物に敏感なようである。種子はイヌやネコの腸管に詰まり外科手術による除去が必要になることがある。
- 鳥類：特にペルシンの影響を受けやすく危険である。心悸亢進、心筋組織の損傷、呼吸困難、羽毛の発育異常、不安、虚弱、無気力などの症状が見られる。大量に摂取した場合、急性呼吸器症候群（呼吸停止）を引き起こし、摂取後およそ12時間から24時間のうちに死に至る。
- 授乳期のウサギ、ラット：葉あるいは樹皮を摂取すると、非伝染性乳腺炎と無乳を引き起こす。
- ウサギ：葉を摂取すると心臓不整脈、顎下浮腫を引き起こし死に至る。
- ウシおよびヤギ：葉あるいは樹皮を摂取すると、乳腺炎を引き起こす。
- ウマ：葉あるいは樹皮を摂取すると、乳腺炎を引き起こす。
- ウサギ、ブタ、ネズミ、ヒツジ、ダチョウ、ニワトリ、シチメンチョウおよび魚類：上述の中毒に類似した症状。

ペルシンの影響は動物の種類によって異なっており、致死量は不明である。

## 医学的な利用
最近になってペルシンが乳癌の細胞を破壊することが発見された。さらに乳癌の抗がん剤であるタモキシフェンの効果を強化することが示されている。これにより現在使われている抗がん剤の必要な投与量を減らすことができる可能性がある。しかしペルシンは水に対して不溶性で、水溶性の錠剤にするためにはさらに研究が必要である。この研究結果は2007年6月4日にウルティモのパワーハウス博物館で行われたオーストラリア医学研究協会の会合においてガルバン研究所により発表された。